# Three Sisters (Oregon)
Vous lisez un « article de qualité » labellisé en 2013.
Pour les articles homonymes, voir Three Sisters et Trois sœurs.
Les Three Sisters (littéralement les « trois sœurs ») sont trois volcans — North Sister culminant à 3 074 mètres d'altitude au nord, Middle Sister à 3 062 mètres d'altitude au centre, tous deux éteints, et South Sister à 3 157 mètres d'altitude au sud, en sommeil — situés dans la chaîne des Cascades, au centre de l'État de l'Oregon, dans le Nord-Ouest des États-Unis. Aussi appelées respectivement Faith, Hope et Charity, il s'agit d’un groupe de trois montagnes dont les noms peuvent désigner à la fois trois saintes chrétiennes et les trois vertus théologales. Elles pourraient avoir été baptisées peu après leur découverte en 1825 par Peter Skene Ogden, probablement par une mission méthodiste des années 1840.
Ces trois sommets sont situés sur la ligne de crête des Cascades, entre les bassins des rivières Willamette et McKenzie. Ils constituent une barrière climatique sur laquelle se déversent les précipitations venant de l'océan Pacifique, à 200 kilomètres à l'ouest. Il en résulte d'importantes chutes de neige et, en raison de l'altitude, la formation de nombreux glaciers. Les roches qui composent les trois volcans présentent une grande diversité et révèlent une structure géologique complexe, qui allie volcan bouclier et stratovolcan, remontant au Pléistocène. Les dernières éruptions se sont produites essentiellement sur le versant méridional de South Sister, il y a un peu plus de 2 000 ans. Dans les années 2000, un renflement du terrain et des séismes font craindre un réveil du volcan par recharge de sa chambre magmatique et nécessitent un accroissement du niveau de surveillance, sans conséquence immédiate.
Les Three Sisters ont été chacune gravies pour la première fois entre 1860 et 1910, puis largement étudiées, notamment pour leurs glaciers. La dernière, North Sister, présente en raison de son relief, de l'instabilité des roches et de son isolement un fort niveau de difficulté relevant de l'alpinisme, alors que l'ascension par l'arête méridionale de South Sister est une simple randonnée pédestre. La région est diversement protégée depuis 1893 et c'est finalement en 1964 qu'est créée la réserve intégrale Three Sisters, à cheval sur la forêt nationale de Willamette et la forêt nationale de Deschutes. Elle préserve la faune et la flore, cette dernière étant caractérisée par de vastes forêts de conifères.

## Toponymie
Three Sisters signifie littéralement en anglais « trois sœurs ». North Sister, la « sœur du Nord », est également connue comme Faith, ou encore Ugly Sister (« vilaine sœur »),, Gnarly Northy (sobriquet argotique pouvant se traduire par l'« affreuse nordiste »), ou « The Black Beast of the Cascades » (littéralement « la Bête Noire des Cascades »). Middle Sister, la « sœur du milieu », est également connue comme Hope ou encore Little Sister (« petite sœur »),. South Sister, la « sœur du Sud », est également connue comme Charity ou encore Big Sister (« grande sœur »),.
Faith, Hope et Charity désignent en anglais les trois vertus théologales, à savoir la foi, l'espérance et la charité, mais sont également employées comme prénom, particulièrement dans le cas de naissances multiples, en référence à sainte Foi, sainte Espérance et sainte Charité,. Ces trois noms sont probablement issus de membres de la mission méthodiste de Salem, dans les années 1840, bien qu'une autre hypothèse évoque des trappeurs dès le début du XIXe siècle. Elles apparaissent collectivement sous le nom de Three Sisters sur une carte de John B. Preston en 1856. Elles donnent leur nom à la ville de Sisters dans les années 1880. Les trois prénoms tombent progressivement en désuétude au profit des noms basés sur leur situation géographique.

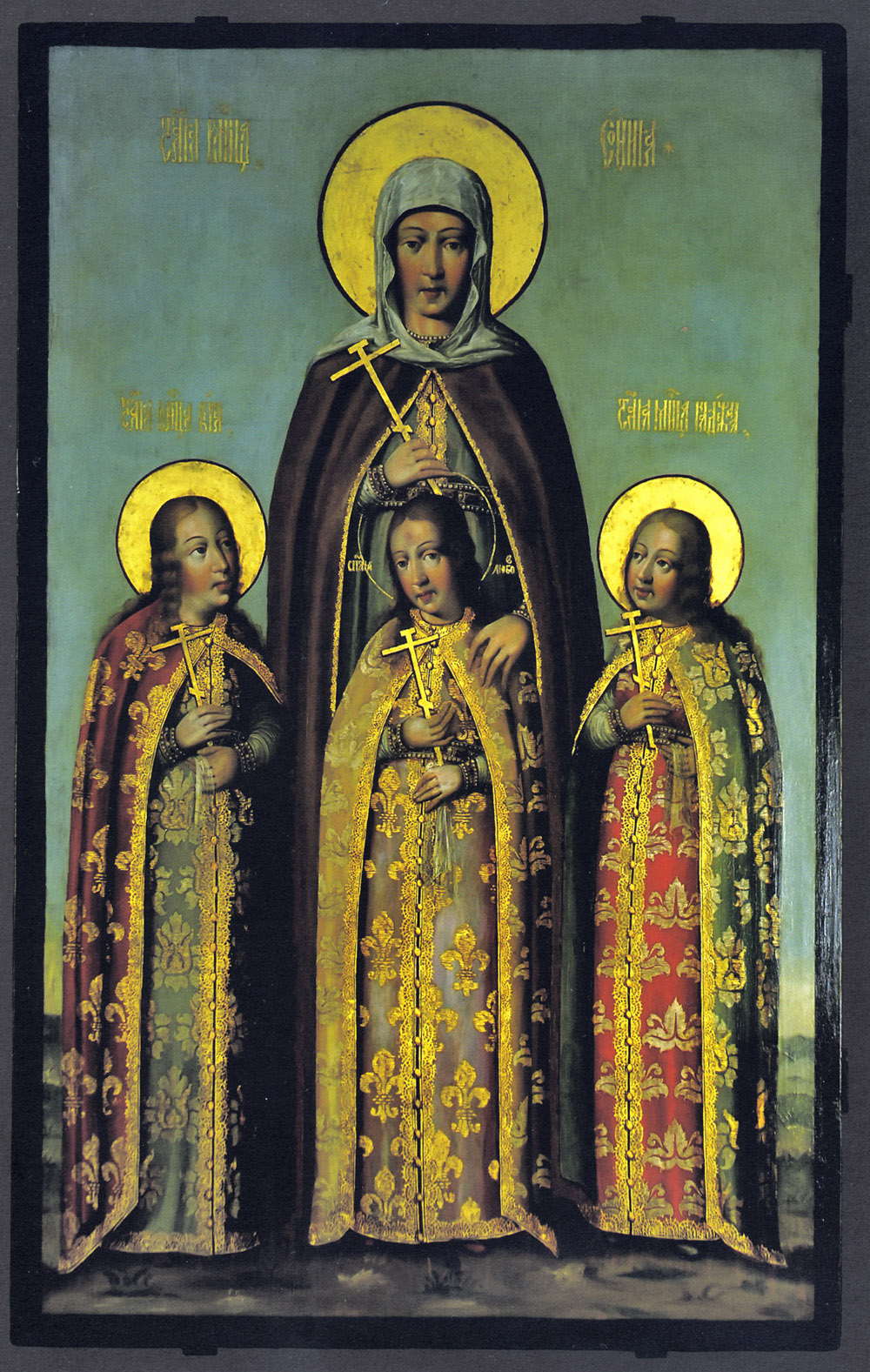
Représentation de saintes Foi, Espérance et Charité et leur mère, sainte Sophie de Rome, d'après Karp Zolotaryov en 1685.

D'autre part, les surnoms de « grande sœur » et « petite sœur » désignent respectivement le plus élevé et le moins élevé des trois sommets, plutôt que leur âge. Une élévation culminant à 2 315 mètres d'altitude à l'ouest des trois sommets principaux a en outre été nommée The Husband, qui signifie « le mari » en anglais, tandis que le mont Bachelor, isolé au sud-est à 2 763 mètres d'altitude, peut également être rapproché du point de vue de sa toponymie, bachelor étant un jeune homme célibataire en anglais. Le cône Little Brother (2 380 mètres), le « petit frère », et le dôme Step Sister (2 838 mètres), la « demi-sœur », sont également recensés.
Les Three Sisters sont appelées Klah Klahnee (prononcé klah klah'ne), les « Trois pointes », parmi les tribus confédérées de Warm Springs et Klallam (prononcé klatlam) en langues salish.

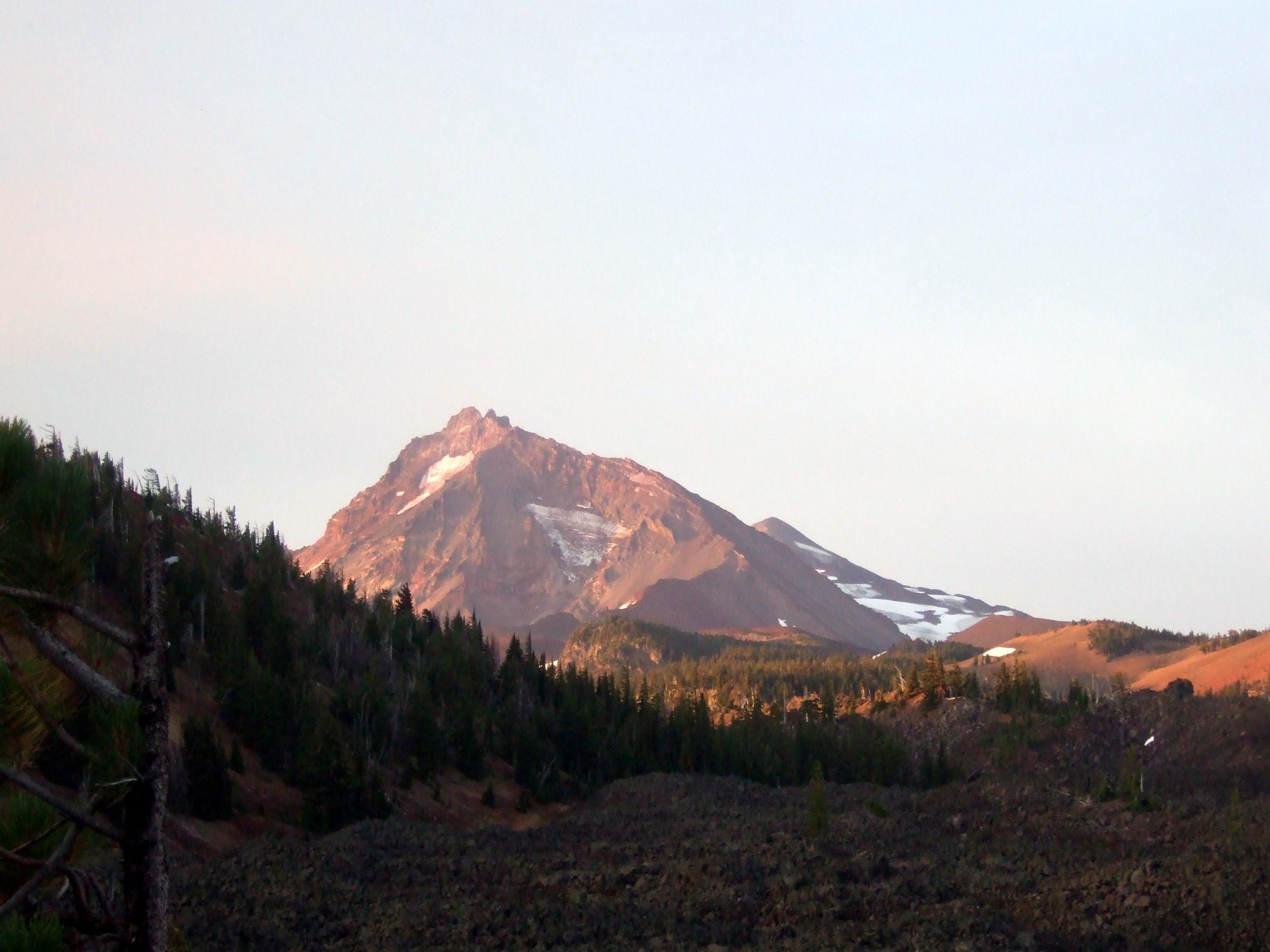
Vue de North Sister à l'aube depuis le nord.
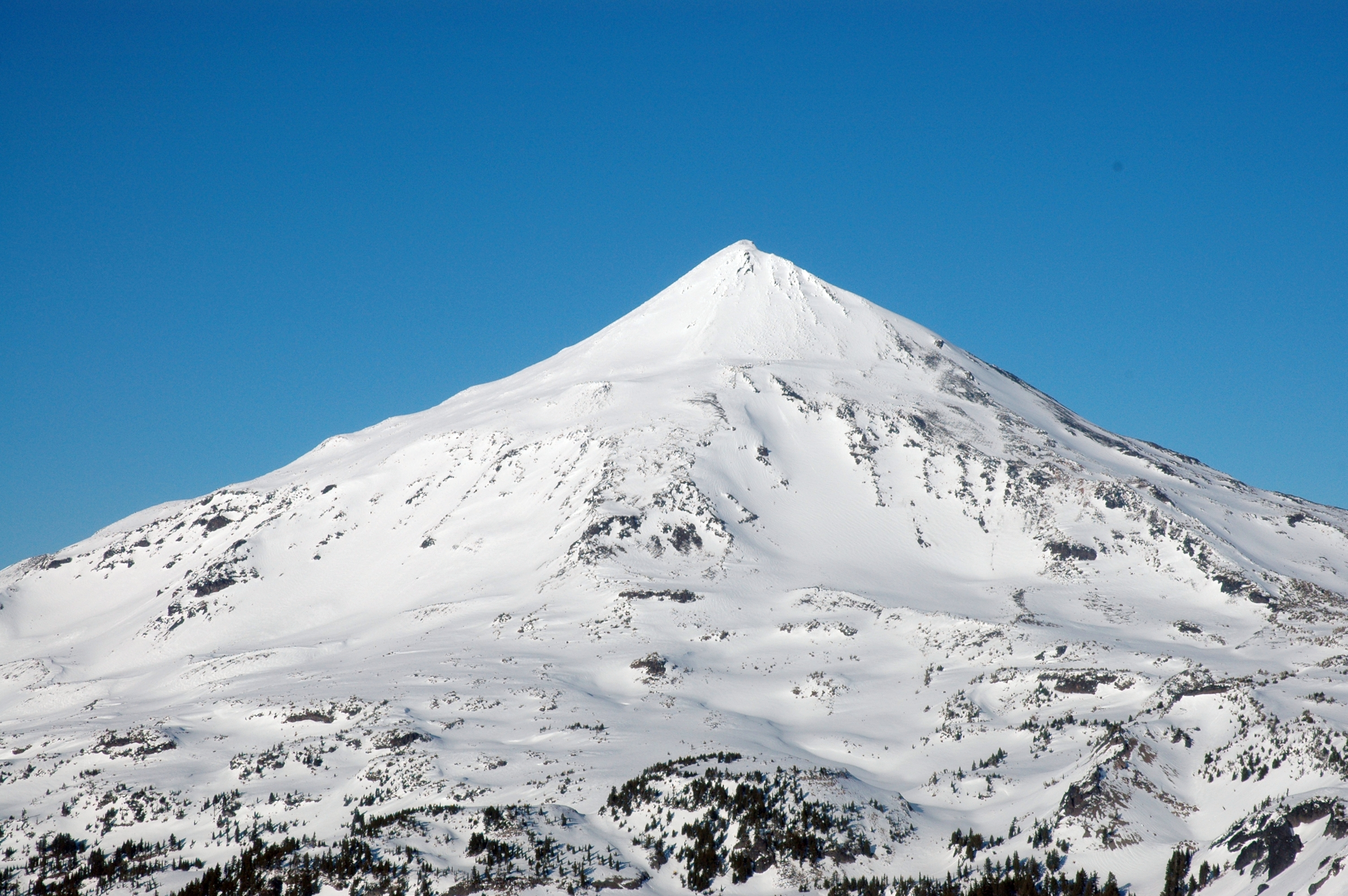
Vue de Middle Sister depuis le sud.
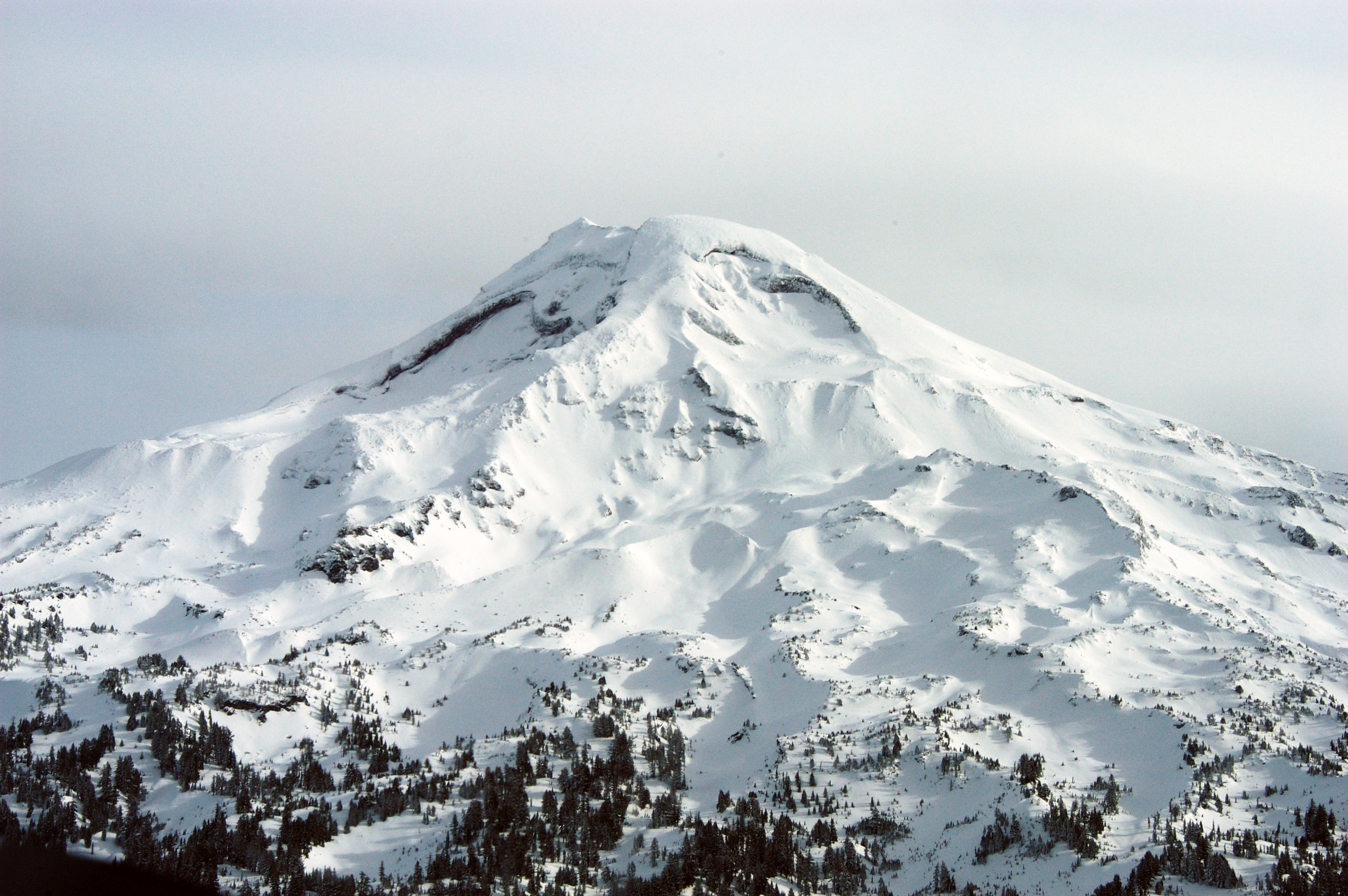
Vue de South Sister depuis l'ouest.

## Géographie

### Situation
Les Three Sisters sont situées dans le Nord-Ouest des États-Unis, au centre de l'État de l'Oregon, sur la limite entre les comtés de Deschutes à l'est et de Lane à l'ouest,. Elles s'élèvent à environ 25 kilomètres au sud-ouest de la ville de Sisters, à 40 kilomètres à l'ouest de Bend et à une centaine de kilomètres à l'est d'Eugene, tandis que Portland est à 175 kilomètres environ au nord-nord-ouest. Les côtes de l'océan Pacifique se trouvent à un peu moins de 200 kilomètres à l'ouest. Le volcan le plus proche est le Broken Top à seulement six kilomètres à l'est-sud-est de South Sister mais le sommet plus élevé le plus proche est le mont Jefferson, à 63 kilomètres au nord. Ces sommets font partie de la chaîne des Cascades.

### Topographie
Les Three Sisters sont constituées par trois volcans principaux. North Sister est le plus érodé et culmine à 3 074 mètres d'altitude. Il a un diamètre de huit kilomètres à sa base. Il présente plus de dykes et de sills que tout autre volcan de la chaîne des Cascades. Ils ont été majoritairement écartés par l'intrusion d'un dôme de lave de 300 mètres de large formant désormais les sommets du pic Prouty et de South Horn. Ils retiennent les roches instables constituant les vestiges du sommet principal. Middle Sister est, avec 3 062 mètres d'altitude, le plus petit et le moins étudié des Three Sisters. Il a une forme conique entamée sur son versant oriental par l'érosion. Il est situé à seulement 2,23 kilomètres au sud-sud-ouest de North Sister et le col qui les sépare a une altitude de 2 719 mètres. South Sister se trouve à une distance de 5,2 kilomètres au sud de Middle Sister et le col qui les sépare a une altitude de 2 243 mètres. C'est le plus élevé des trois volcans : il culmine du haut de son cône volcanique à 3 157 mètres d'altitude, et constitue le point culminant des comtés de Deschutes et de Lane. Sa hauteur de culminance par rapport au col Chemult est légèrement supérieure à 1 700 mètres, ce qui en fait un des sommets ultra-proéminents des États-Unis,. Il possède un cratère volcanique non érodé d'environ 400 mètres de diamètre dans lequel se trouve un petit lac de cratère connu sous le nom de Teardrop Pool (littéralement la « mare de la larme ») et qui est le plus élevé des lacs de l'Oregon,,.

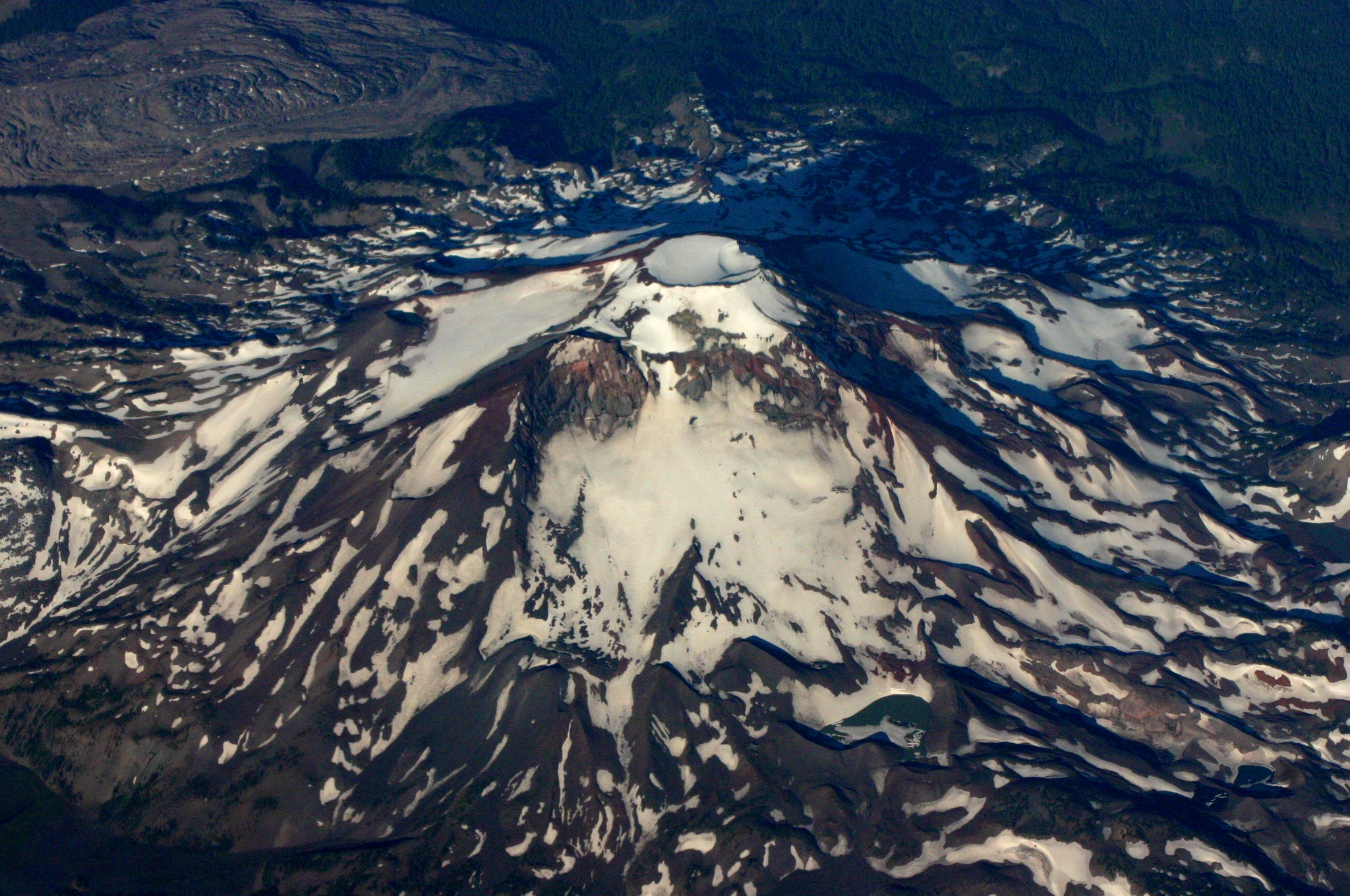
Vue aérienne de South Sister depuis le nord-est.
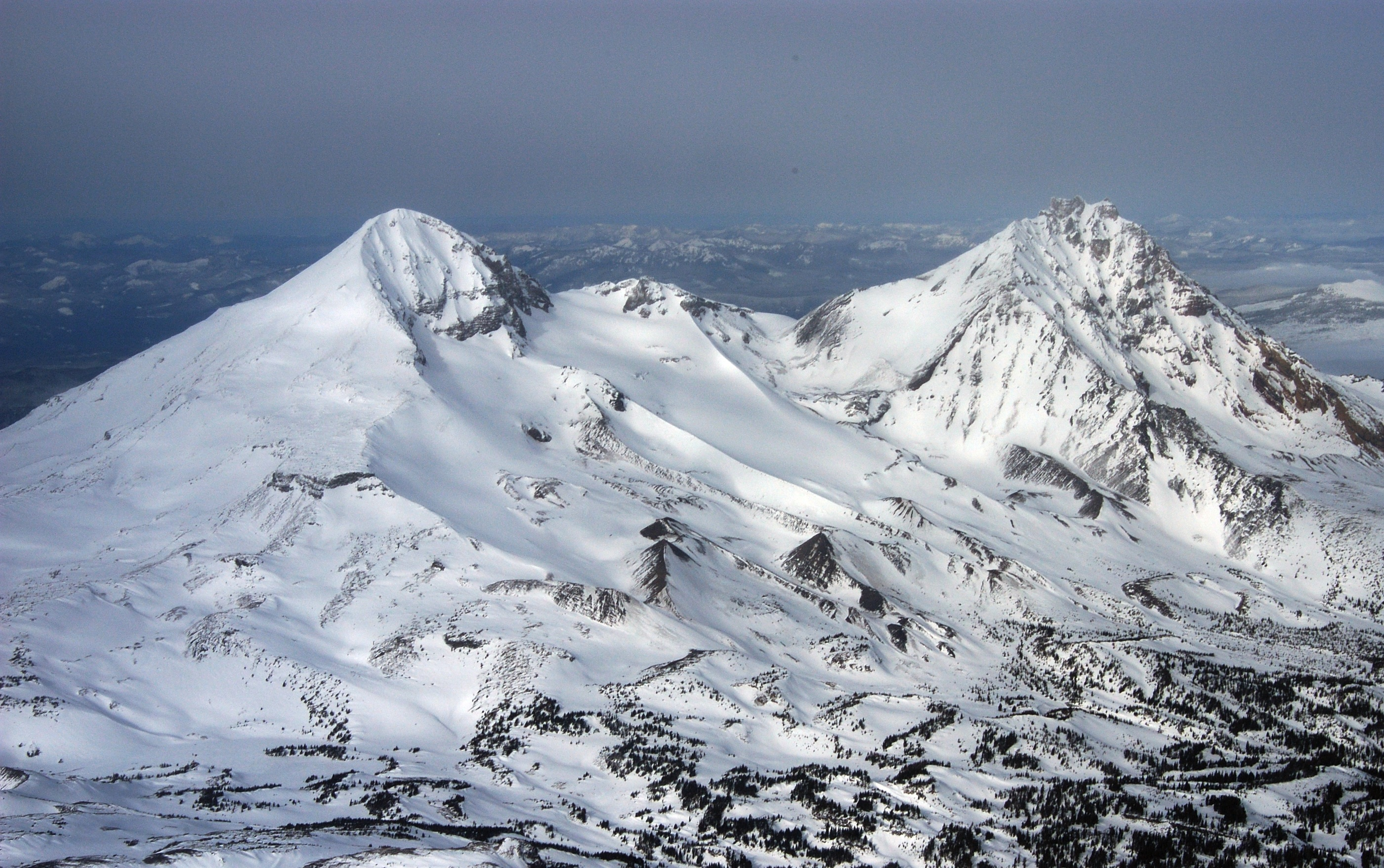
Vue aérienne de Middle Sister (à gauche) et North Sister (à droite) depuis l'est.

### Hydrographie

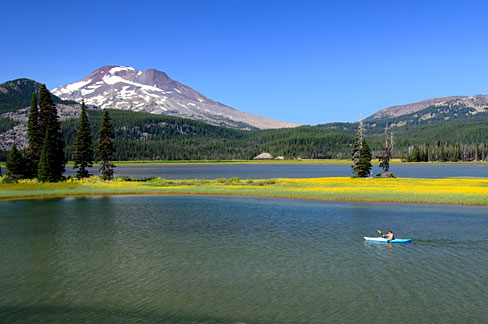
Vue du lac Sparks et de South Sister.

Le versant occidental des Three Sisters appartient au bassin de la Willamette et plus précisément de la rivière McKenzie. Y prennent leur source, du nord au sud, le White Branch et ses affluents directs ou indirects en rive gauche, le Glacier Creek, l'Obsidian Creek et le Linton Creek, ainsi que le Separation Creek – qui rejoint la McKenzie par le biais du Horse Creek – et ses affluents directs ou indirects en rive gauche également, le Hinton Creek, le James Creek et le Mesa Creek. Le versant oriental appartient au bassin de la rivière Deschutes. L'Alder Creek prend sa source au nord-nord-est de North Sister et se jette dans le Trout Creek avant que leurs eaux se perdent dans les canaux d'irrigation. Un peu plus au sud, le Pole Creek fournit la ville de Sisters en eau potable. Puis s'écoulent le Soap Creek, le North Fork Squaw Creek, le South Fork Squaw Creek et le West Fork Squaw Creek, alimentant tous en rive gauche le cours du Whychus Creek (anciennement Squaw Creek) dont la source se trouve sur le versant septentrional du Broken Top. Le versant méridional de South Sister donne naissance au Goose Creek et au Fall Creek, deux des trois cours d'eau alimentant le lac Sparks, un plan d'eau endoréique naturellement retenu par les pentes occidentales inférieures du mont Bachelor.
Les autres lacs notables, mais n'excédant pas quelques centaines de mètres de longueur, sont Yapoah Lake sur le piémont septentrional de North Sister, Demaris Lake à l'est de Middle Sister, Camp Lake, Chambers Lakes et Carver Lake entre Middle Sister et South Sister, les Green Lakes entre ce dernier et le Broken Top et Moraine Lake au sud. La Teardrop Pool est formée en été par les eaux de fonte du glacier occupant le cratère de South Sister,,.

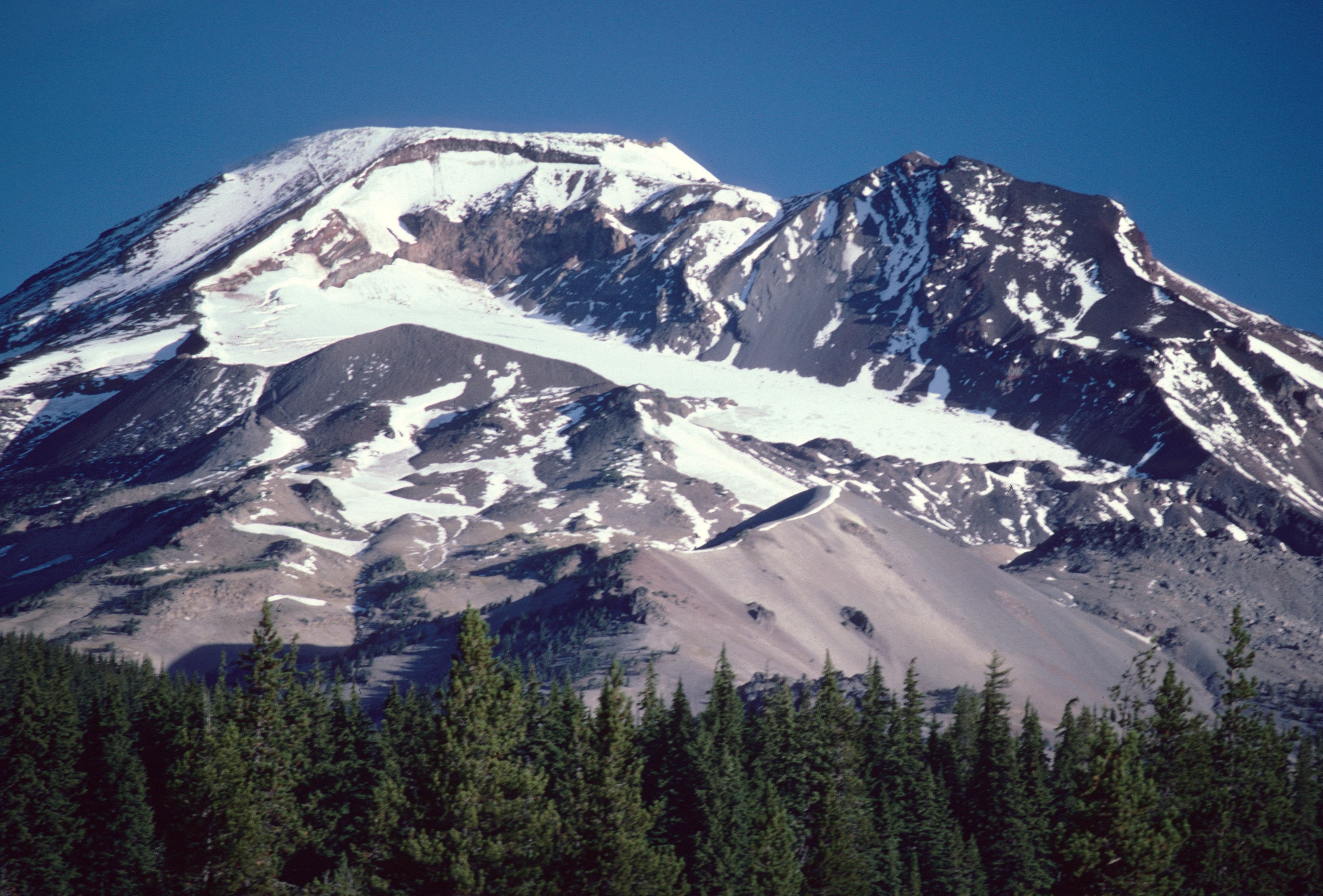
Vue de South Sister depuis le sud-est avec le glacier Lewis sous le sommet.

Les Three Sisters possèdent un peu moins de 130 névés et glaciers s'étendant entre 2 055 et 3 142 mètres d'altitude pour une superficie cumulée légèrement inférieure à 10 km2. Quinze d'entre eux ont été nommés, ce qui représente pratiquement la moitié des glaciers officiellement recensés en Oregon : les glaciers Linn et Villard se trouvent au nord du sommet de North Sister, tandis que le glacier Thayer est sur son versant oriental ; le glacier Collier est lové entre North Sister et Middle Sister, sur leur versant occidental, et s'épanche vers le nord-ouest ; les glaciers Renfrew et Hayden sont situés respectivement sur les versants nord-ouest et nord-est de Middle Sister, tandis que le Diller est sur son versant sud-est ; dans l'espace séparant Middle Sister et South Sister sont perchés du nord au sud les glaciers Irving, Carver et Skinner ; enfin, autour du sommet de South Sister, dans le sens des aiguilles d'une montre, se trouvent les glaciers Prouty, Lewis, Clark, Lost Creek et Eugene,,. Le glacier Collier, malgré un retrait de 1 500 mètres et une perte de 64 % de sa superficie entre 1910 et 1994,, est généralement considéré comme le plus étendu des Three Sisters,. Parfois encore décrit comme le plus vaste de l'Oregon,, il est dépassé par plusieurs glaciers du mont Hood, dont Eliot qui fait désormais deux fois et demi sa superficie,. Selon les sources, le glacier Prouty est parfois aussi considéré comme plus étendu que le glacier Collier.

### Géologie

Schéma de la zone tectonique de la chaîne des Cascades.

L'arc volcanique des Cascades apparaît à l'aplomb d'une zone de subduction, Cascadia, 36 millions d'années BP, formée par l'enfoncement d'un reliquat de la plaque Farallon, la plaque Juan de Fuca, sous la plaque nord-américaine. L'activité volcanique diminue, entre 17 et 12 millions d'années BP, au cours du Miocène. Toutefois, avec la séparation simultanée de la plaque Explorer et l'épaississement de la zone de subduction, l'angle du plan de Wadati-Benioff augmente. Les frictions deviennent plus intenses, le relief s'accroît et le volcanisme reprend entre 7 et 5 millions d'années BP, au début du Pliocène,. Un champ volcanique connu sous le nom de Tumalo se met en place dans la région 700 000 à 600 000 ans BP et connaît des éruptions explosives jusqu'à 170 000 ans BP. Les plus anciennes coulées de lave basaltiques de North Sister recouvrent les dépôts pyroclastiques les plus récents du champ volcanique de Tumalo. Les Three Sisters se trouvent au centre d'un ensemble de volcans exceptionnellement proches, s'étendant sur quarante kilomètres du Three Fingered Jack au nord au mont Bachelor au sud, en passant notamment par le mont Washington, le cratère Belknap, le Broken Top et Tumalo Mountain, alors que les volcans des Cascades sont habituellement espacés de soixante à cent kilomètres les uns des autres.

Carte pétrologique des Three Sisters et du Broken Top.

North Sister est un cône volcanique reposant sur un volcan bouclier, composé principalement d'andésite basaltique,. Middle Sister est un stratovolcan composé principalement de basalte issu de nombreuses fissures, mais aussi d'andésite produite par un cône, et de dacite et de rhyodacite émises par les dômes et coulées de lave,,. Composé d'andésite basaltique, de rhyolite et de rhyodacite,, South Sister est un stratovolcan surmontant un ancien volcan bouclier. Les glaciations du Pléistocène et de l'Holocène ont participé au creusement de profonds cirques glaciaires dans North et Middle Sister, mettant ainsi au jour la structure interne de ces volcans ; South Sister est sensiblement moins érodé.

### Climat
Les Three Sisters se situent sur la crête principale des High Cascades et agissent comme une barrière face aux vents dominants d'ouest venant de l'océan Pacifique. Elles reçoivent de ce fait une importante quantité de précipitations qui se produisent sous forme de neige en hiver. La station de Dutchman Flat, bien qu'elle soit située à seulement 2 000 mètres d'altitude sur le versant septentrional du mont Bachelor, est la seule à présenter un enneigement comparable aux Three Sisters. Celui-ci, mesuré depuis 1930, culmine début avril en moyenne à 3 mètres avec des extremums situés entre 1,2 mètre et 5,5 mètres (record enregistré en 1999) à cette même période. La neige fait son arrivée dans le courant du mois de décembre et persiste au sol fréquemment jusqu'en juin,. Les moyennes pluviométriques annuelles chutent sur les piémonts orientaux de la chaîne par le phénomène d'ombre pluviométrique. Les étés sont frais et les hivers très humides. Quelques influences continentales se font sentir, accentuant les variations saisonnières.

### Faune et flore

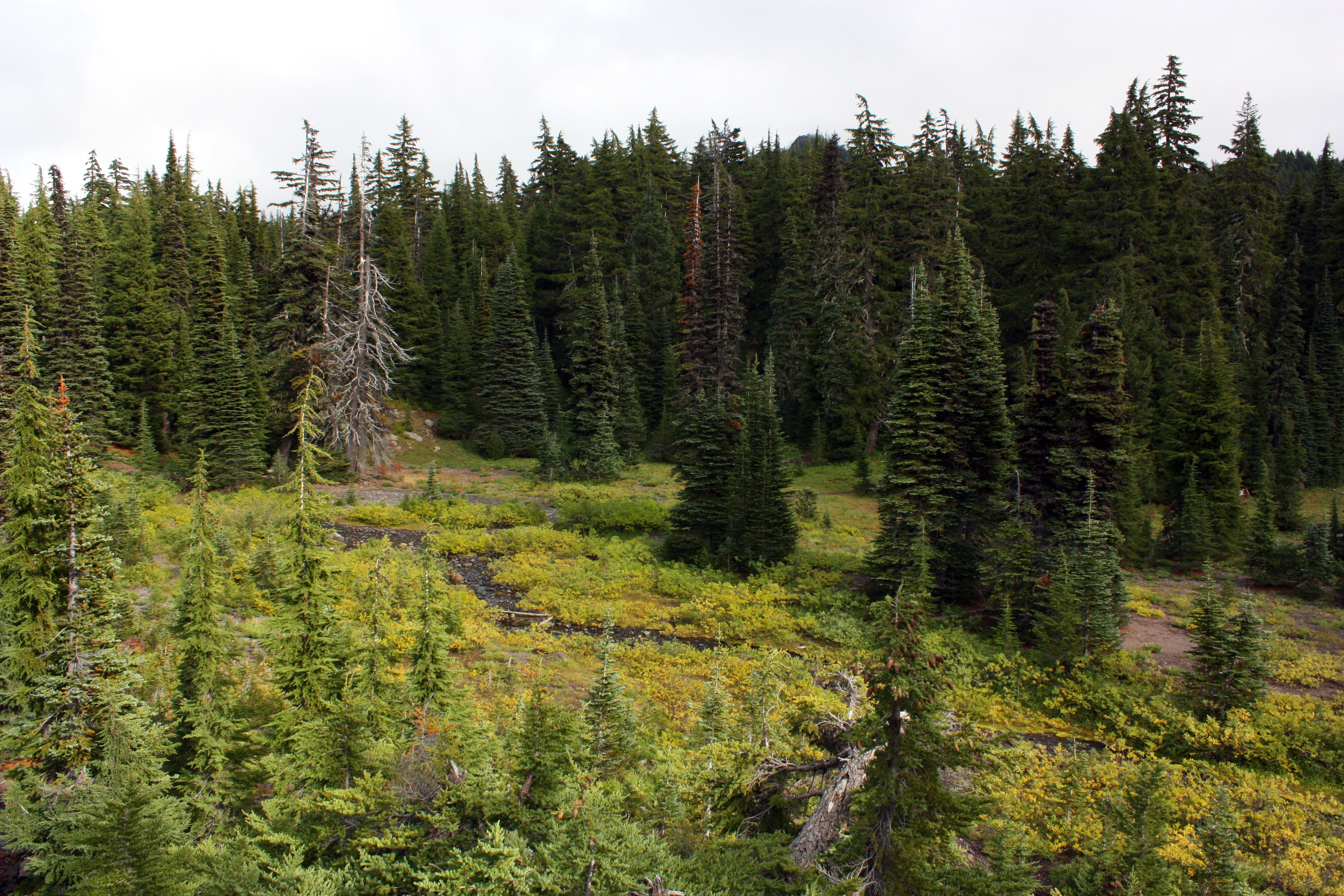
Vue de la forêt de Pruche subalpine et Sapin subalpin dans la vallée du White Branch Creek, sur le versant occidental des Three Sisters.

Les Three Sisters font partie de l'écorégion des étages alpin et subalpin des Cascades qui correspond aux plus hauts sommets volcaniques enneigés de la chaîne s'élevant au-delà de 2 000 mètres d'altitude, au-dessus des prairies d'altitude ; celle aussi des torrents, des cirques et des lacs glaciaires. Les glaciations du Pléistocène ont fortement remodelé le paysage et ont laissé des moraines et des vallées « en U ». La végétation est adaptée à ces conditions d'altitude, de froid et de neige. Quelques spécimens de Pruche subalpine (Tsuga mertensiana), de Sapin subalpin (Abies lasiocarpa) et de Pin à écorce blanche (Pinus albicaulis) parsèment les prairies subalpines composées de plantes herbacées et de buissons au niveau de la limite des arbres,, située entre 2 150 et 2 300 mètres d'altitude. Un peu plus bas se rencontrent le Cyprès de Nootka (Cupressus nootkatensis), le Sapin gracieux (Abies amabilis), le Sapin noble (Abies procera), le Pin argenté (Pinus monticola) et le Pin tordu (Pinus contorta),,, tandis que l'Épinette d'Engelmann (Picea engelmannii), plus commune dans les montagnes Rocheuses, se développe le long des cours d'eau. Au niveau des piémonts se trouvent le Sapin blanc (Abies alba), le Pin d'Oregon (Pseudotsuga menziesii), la Pruche de l'Ouest (Tsuga heterophylla) et le Pin ponderosa (Pinus ponderosa),. Carex breweri, Carex heteroneura var. chalciolepis, Carex nigra et Aster alpinus peuplent les tourbières,. Les lupins, les lys, les asters, les phlox, les rhododendrons, les digitales, les castilléjies et les renouées représentent l'essentiel des plantes à fleurs. Au-delà, la roche et les névés sont très présents,.
Parmi les mammifères présents aux Three Sisters figurent l'Ours noir (Ursus americanus), le puma (Puma concolor) et le coyote (Canis latrans), la Martre d'Amérique (Martes americana), le Blaireau américain (Taxidea taxus), l'hermine (Mustela erminea) et, en dehors des périodes d'hibernation, le Tamia de Townsend (Tamias townsendii), le Spermophile à manteau doré (Spermophilus lateralis), le Pika d'Amérique (Ochotona princeps), la Marmotte à ventre jaune (Marmota flaviventris) et diverses musaraignes. Les lapins, les écureuils et les souris servent parfois de gibier. Le Wapiti de Roosevelt (Cervus canadensis roosevelti), le Cerf à queue noire (Odocoileus hemionus columbianus), le Cerf mulet des montagnes Rocheuses (Odocoileus hemionus hemionus) se rencontrent également à la belle saison. Si le dernier migre vers les déserts de l'Est de l'Oregon en hiver, les précédents descendent vers l'ouest. Le Lynx roux (Lynx rufus) et le glouton (Gulo gulo) pourraient subsister mais sont menacés de disparition dans la région. Le Roselin à tête grise (Leucosticte tephrocotis) est le seul oiseau à nicher au-delà de la limite des arbres aux Three Sisters. Les autres espèces répandues sont le Pygargue à tête blanche (Haliaeetus leucocephalus), le Cassenoix d'Amérique (Nucifraga columbiana), le Merlebleu azuré (Sialia currucoides), le Bec-croisé des sapins (Loxia curvirostra), le Cincle d'Amérique (Cinclus mexicanus), le Junco ardoisé (Junco hyemalis), le Pic à poitrine rouge (Sphyrapicus ruber), le Pic de Williamson (Sphyrapicus thyroideus), le Tarin des pins (Spinus pinus) ou encore le Bruant hudsonien (Spizella arborea). Les principaux lacs et rivières qui entourent les Three Sisters sont peuplés de l'Omble de fontaine (Salvelinus fontinalis) et de la Truite arc-en-ciel (Oncorhynchus mykiss),.

## Histoire

### Histoire éruptive
North Sister, le plus ancien des trois volcans, naît par-dessus le champ volcanique de Tumalo, et plus particulièrement par-dessus un autre volcan bouclier connu sous le nom de formation de Little Brother, moins de 170 000 ans BP,. Il connaît des éruptions essentiellement jusqu'à la fin du Pléistocène, vers 100 000, à 50 000 ans BP, quoique des roches aient été récemment datées à moins de 25 000 ans BP, et est désormais considéré comme éteint. Middle Sister naît entre 100 000 et 50 000 ans BP,. À la fin de cette période, un volcan bouclier se met parallèlement en place dans l'actuelle zone de South Sister. Ce dernier est le plus jeune des trois volcans, l'essentiel de la montagne étant daté de plus de 25 000 ans, mais moins de 40 000 ans. Middle Sister connaît sa dernière éruption vers 14 000 ans BP, et est également considéré comme éteint. Enfin, les dernières éruptions de South Sister, ayant émis des coulées de lave et donné naissance à des dômes au sud en direction du lac Sparks, remontent à environ 2 000 ans et il demeure endormi. Plus précisément, vers 350 av. J.-C., un épisode éruptif produit depuis des cônes satellites sur le versant sud-ouest des éjectas puis une épaisse coulée de lave rhyolitique donnant naissance à Rock Mesa. Enfin, vers 50 av. J.-C., l'intrusion de magma siliceux au niveau d'une fissure volcanique sur le versant sud-est, et dans une moindre mesure sur le versant nord, constitue l'épisode de Devils Hill,.

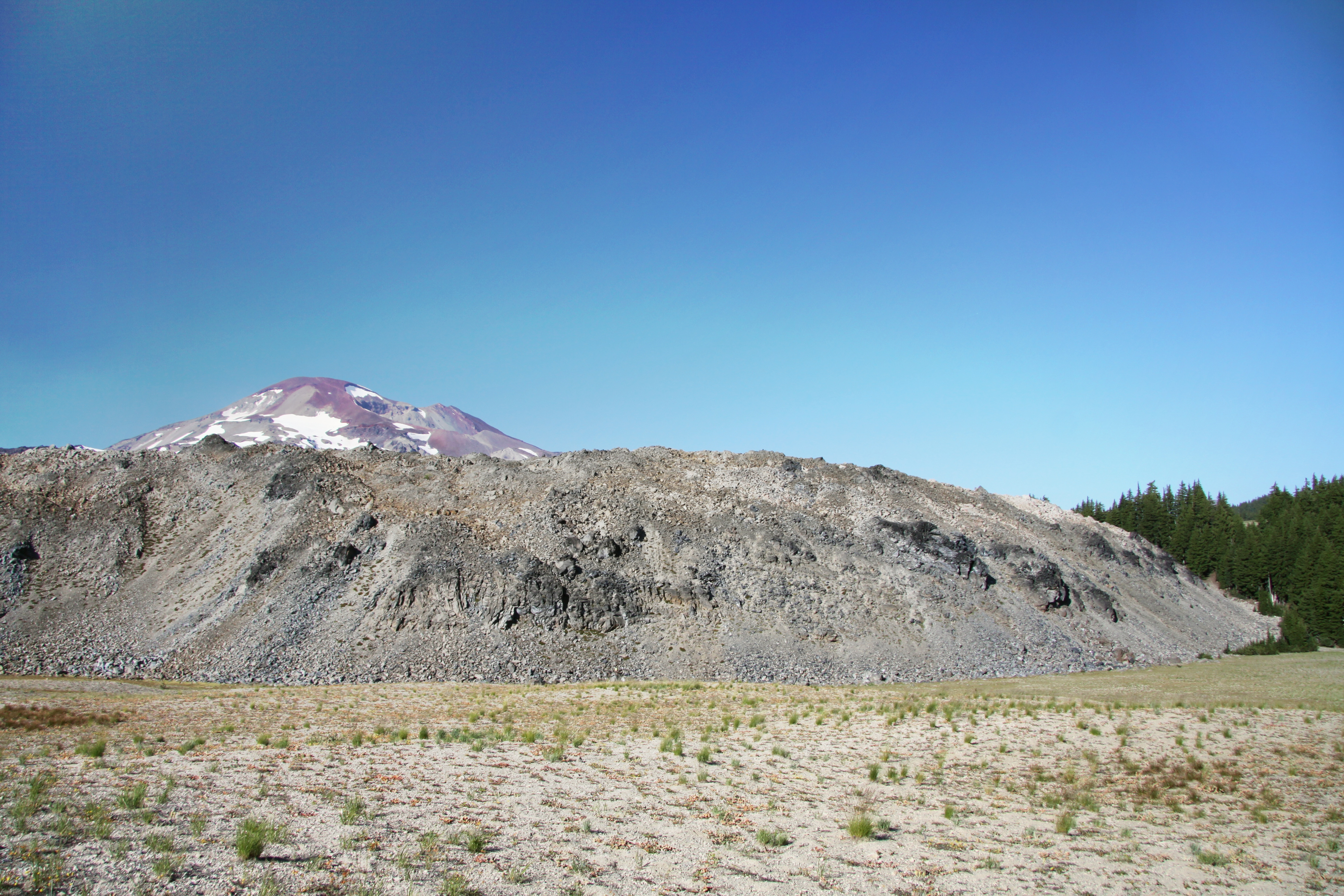
Vue de la coulée de lave de Rock Mesa avec South Sister en arrière-plan.

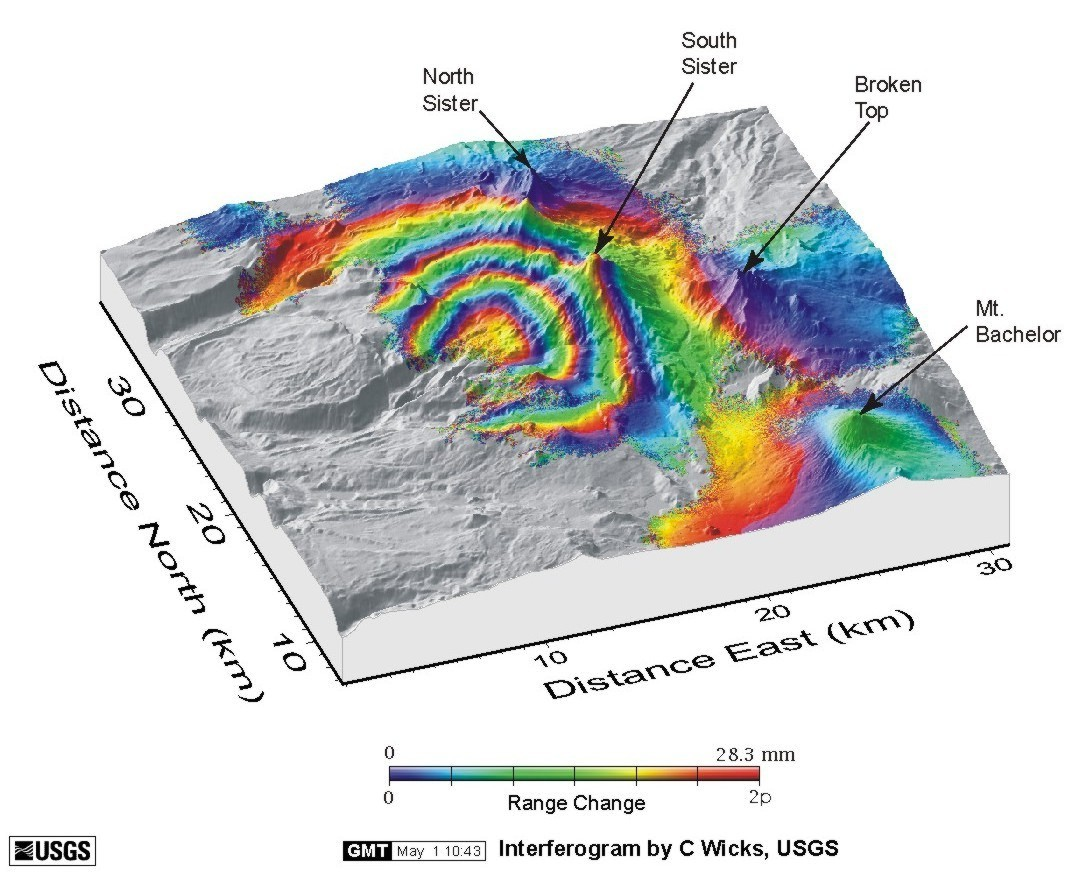
Carte du renflement près des Three Sisters réalisée à l'aide d'un satellite de télédétection par interférométrie en 2001.

En mai 2001, des mesures interférométriques par satellite de télédétection révèlent un renflement topographique continu au cours des quatre années précédentes d'abord de l'ordre d'un centimètre par an jusqu'en 1998 puis atteignant trois à quatre centimètres par an les années suivantes. La zone, de quinze à vingt kilomètres de diamètre, est centrée à cinq kilomètres à l'ouest de South Sister,. Signe d'une possible recharge en magma vers six ou sept kilomètres de profondeur,, il fait craindre un réveil du volcan. En mars 2004, un essaim de trois cents séismes de magnitude inférieure à 1,5 se produit autour de cette zone sur une période de plusieurs jours. Le volume de magma est alors estimé à 50 à 70 millions de mètres cubes. En 2006, une diminution de la vitesse de renflement est détectée pour ne plus représenter que quelques millimètres par an. En 2006, sept nouveaux séismes d'une magnitude allant jusqu'à 1,8 se produisent. En 2007, le soulèvement se stabilise à un taux de 1,4 cm par an et l'état de vigilance décroît bien que la région demeure potentiellement active. Depuis 2017, le taux de soulèvement moyen est de 0,5 cm par an. En 2020, l'étendue du renflement cumulé depuis 1995 s'élève à 30 centimètres d'amplitude en son centre et atteint finalement 600 km2.

### Histoire humaine
La région des Three Sisters est occupée dès la fin de la dernière glaciation par les Amérindiens, essentiellement des tribus Païutes du Nord à l'est et Molala à l'ouest qui profitent en été et à l'automne des ressources naturelles. Ils récoltent des baies, fabriquent des paniers, chassent et extraient de l'obsidienne afin de fabriquer des pointes de flèches et de lances mais également à des fins commerciales. Des traces d'art rupestre sont visibles à Devils Hill, au sud de South Sister.

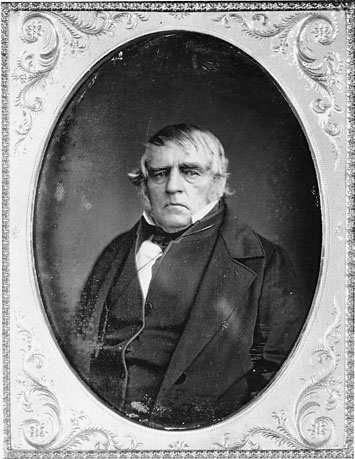
Portrait de Peter Skene Ogden vers 1854.

Le premier Occidental à découvrir les Three Sisters est l'explorateur Peter Skene Ogden de la Compagnie de la Baie d'Hudson en 1825. Il décrit « un certain nombre de hautes montagnes » au sud du mont Hood. Dix mois plus tard, en 1826, son collègue le botaniste David Douglas confirme leur existence et rapporte depuis la vallée de la Willamette l'existence de pics « recouverts de neige sur une piste inconnue du pays ». Cette vallée étant progressivement colonisée dans les années 1840, les Euro-Américains approchent les sommets par l'ouest et les nomment probablement individuellement à cette époque. Les différents explorateurs les utilisent régulièrement comme point de repère depuis l'est, à l'instar de Nathaniel Jarvis Wyeth en 1839, du capitaine John Charles Frémont et son corps de topographes en 1843, des lieutenants Robert S. Williamson et Henry Larcom Abbot accompagnés de John Strong Newberry dans le cadre des Pacific Railroad Surveys en 1855. En 1862, afin de relier la vallée de la Willamette aux ranchs de l'Oregon central puis les colonies aurifères de l'Oregon oriental et de l'Idaho, Felix et Marion Scott tracent, au nord du cratère Yapoah et via le col Scott, une piste assez large pour y passer des chariots à bâche. Elle devient connue sous le nom de Scott Trail avant d'être progressivement abandonnée au début du XXe siècle au profit de la route du col McKenzie, plus au nord.
La première ascension de Middle Sister est réussie en 1860. George H. Collier, professeur à l'université d'Oregon arrivé dans l'État en provenance de l'Ohio en 1868, gravit partiellement les Three Sisters en 1880,. Le glacier Collier est baptisé en son honneur,,. À partir de 1883, une équipe de l'United States Geological Survey menée par J. S. Diller commence l'étude systématique des montagnes de la chaîne des Cascades, en les longeant par l'est et en réalisant des incursions vers chacun des sommets notables, y compris les Three Sisters. La première ascension officielle de South Sister est réalisée la même année par l'expédition menée par Adolph Dekum,. Celui-ci rapporte, dans son journal, l'existence au sommet d'empilements de pierres de 1,50 à 1,80 mètre de hauteur, semblables à d'autres trouvés au mont Bachelor et au pic Maiden, témoignant de cérémonies proches de rites de passage par des tribus amérindiennes non identifiées. North Sister reste le dernier grand problème de la chaîne des Cascades, à cause de sa difficulté et de son inaccessibilité importantes ; il est finalement résolu en 1910 par Harley H. Prouty,,.
À la fin du XIXe siècle, la production de laine devient intensive dans l'Oregon oriental. Les éleveurs, en quête de nouveaux pâturages, mènent chaque année leurs troupeaux de 1 500 à 2 500 moutons vers les Three Sisters. Ils arrivent en mai ou juin dans les forêts de Pin tordu sur les piémonts, notamment autour du Whychus Creek, et montent en août en direction des alpages pour y demeurer jusqu'en septembre. Dans les années 1890, le surpâturage est prononcé. Malgré des mesures de régulation, il culmine en 1910 avant d'être totalement interdit dans les années 1930 à North et Middle Sister puis 1940 à South Sister.
En 1893, le président Grover Cleveland, sur la base du Forest Reserve Act of 1891, décide de créer la réserve forestière de la chaîne des Cascades incluant une bande de terres large de 30 à 100 kilomètres autour de sa crête principale depuis la gorge du Columbia pratiquement jusqu'à la frontière avec la Californie. En 1905, son autorité passe du Land Office au Service des forêts. D'abord renommée réserve forestière de Cascade, elle devient forêt nationale de Cascade en 1907. L'année suivante, elle est scindée : sa partie orientale devient forêt nationale de Deschutes ; sa partie occidentale fusionne en 1934 avec la forêt nationale de Santiam pour former la forêt nationale de Willamette.

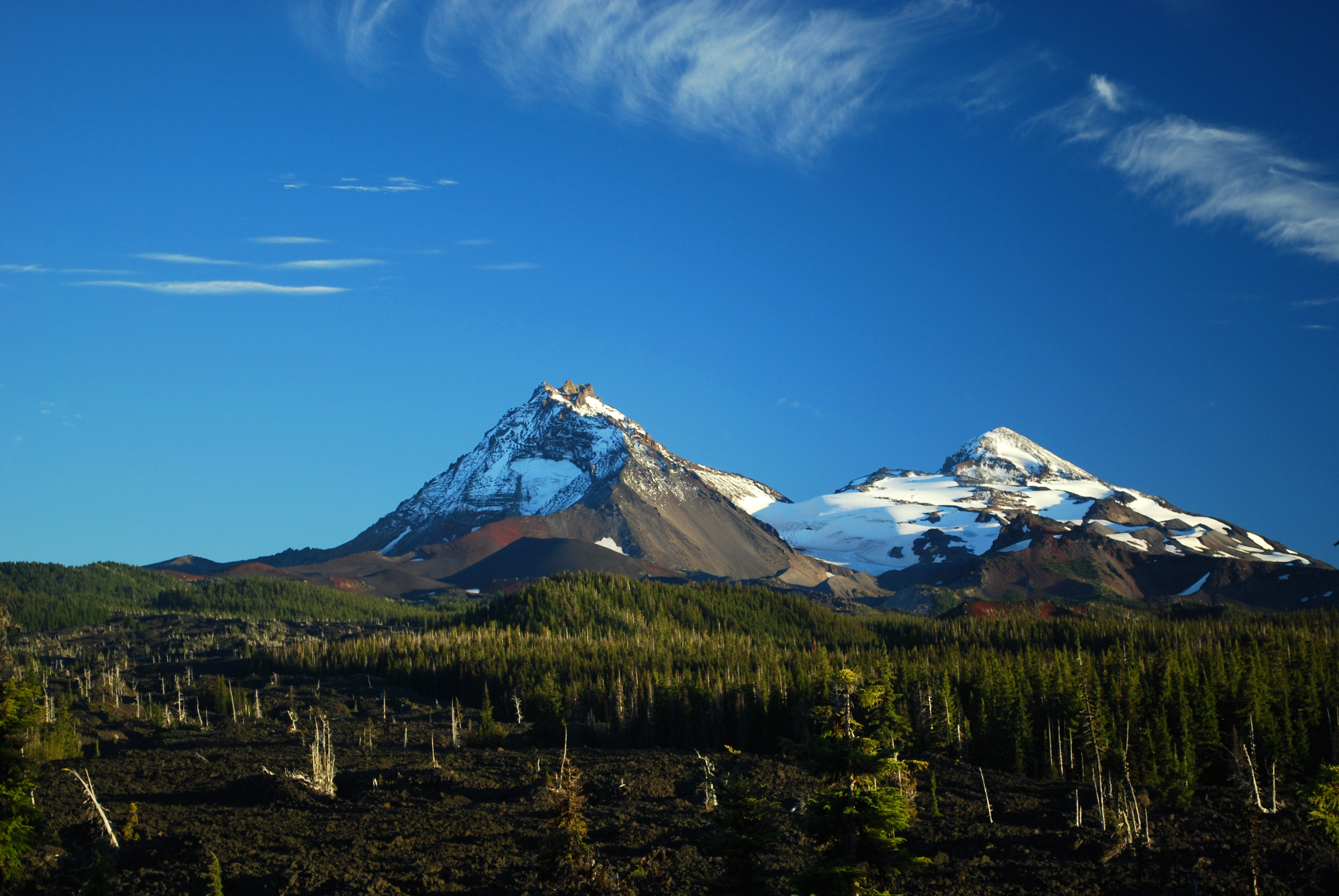
Vue de North Sister, dominant le cône Collier, et Middle Sister avec le glacier Collier entre les deux, depuis l'ouest.

La plupart des glaciers des Three Sisters sont décrits pour la première fois par Ira A. Williams de l'Oregon Bureau of Mines and Geology en 1916. C'est toutefois en 1924 que le Dr Edwin T. Hodge de l'université d'Oregon réalise la première étude scientifique du glacier Collier ; il en profite pour cartographier la zone et nommer plusieurs sites des Three Sisters. À partir d'août 1928, Ray Rims, fort de l'expérience acquise après les ascensions et répétitions effectuées par son club des Obsidians d'Eugene, réalise annuellement, pendant trente ans, des excursions vers le glacier Collier,. Celui-ci est également largement étudié entre les années 1930 et les années 1960 par le club d'alpinisme des Mazamas.
Le marathon des Three Sisters trouve ses origines en 1931 lorsque Don Woods, Ed Johnson et Clifford Stalsberg des Obsidians réalisent la traversée des trois sommets en 16 heures et 30 minutes environ en partant d'un camp à la base de North Sister pour aboutir au camp de vacances de Green Lakes.
Dans les années 1930, les Three Sisters font l'objet d'une proposition de classement en monument national. Afin de conserver son autorité sur la région, le Service des forêts décide de créer en 1937 une zone primitive (primitive area en anglais) de 773 km2,. L'année suivante, à l'instigation du défenseur de la nature et employé du Service des forêts Bob Marshall, elle est agrandie de 225 km2 dans le bassin du French Pete Creek. Toutefois, il meurt en 1939 et, en 1957, le Service des forêts décide de reclasser la région en zone naturelle (wilderness area) tout en retirant, malgré les protestations des militants écologistes locaux, les alentours du French Pete Creek où sont présentes des forêts anciennes convoitées,. Avec la ratification du Wilderness Act en 1964, la zone naturelle intègre le National Wilderness Preservation System. Grâce à la mobilisation dans tout l'État de l'Oregon, le Congrès décide en 1978 de signer l'Endangered American Wilderness Act qui mène à la réintégration du French Pete Creek et ses alentours dans la réserve intégrale Three Sisters,. Elle est de nouveau élargie en 1984, avec l'adoption de l'Oregon Wilderness Act, de 154 km2 autour des lacs Erma Bell.

## Activités

### Randonnée et ascension
South Sister est accessible depuis Bend par la route 46/372, plus connue comme la Cascade Lakes Highway. L'approche vers North et Middle Sister se fait par la route 242, ou McKenzie Highway, depuis Sisters. En cas d'ascension par l'est, un important réseau de routes forestières quitte vers le sud la route principale ; par l'ouest, il faut franchir le col McKenzie et poursuivre la route sur un peu plus de six kilomètres jusqu'au départ du sentier Obsidian. En outre, un tronçon de 65 kilomètres du Pacific Crest Trail traverse la réserve intégrale Three Sisters et longe par l'ouest les trois sommets.

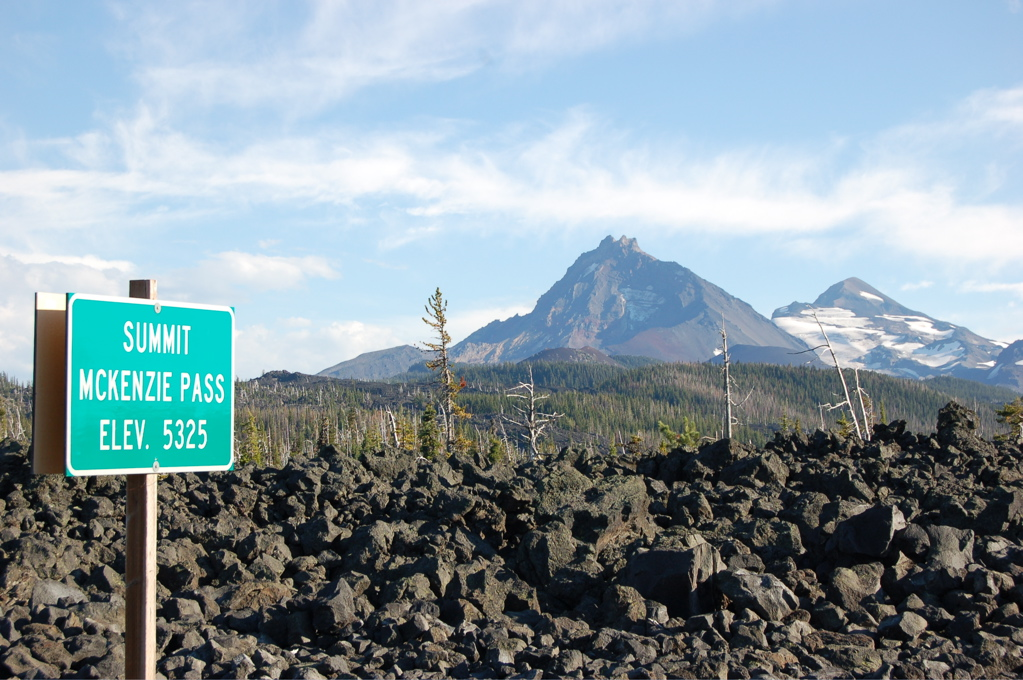
Vue de North et Middle Sister depuis le col McKenzie.

La voie normale de South Sister, empruntant son arête méridionale, est une randonnée pédestre longue et raide mais non technique qui peut être réalisée en une journée par de bons marcheurs, soit au départ des Green Lakes soit du Devils Lake. Longue de 20 kilomètres et présentant un dénivelé de 1 500 mètres, elle est cotée 3,. Un autre itinéraire, coté 4, passe entre les glaciers Lewis et Prouty, pour une distance de 24 kilomètres. Ce dernier peut être gravi vers le sommet, notamment en ski de randonnée,. Depuis le nord, il est possible de grimper par l'arête septentrionale, par le couloir Silver ou le couloir North Face. Le sommet dispute au mont Saint Helens le titre de montagne glaciaire la plus gravie d'Amérique. Il offre des possibilités de descente à ski et de raquettes en hiver. Le ski de fond est également pratiqué sur son versant méridional.
Middle Sister peut être gravie par les arêtes méridionale ou septentrionale. Cette seconde, accessible par le glacier Hayden depuis l'est, pour une distance de 21 kilomètres, ou par les glaciers Collier et Renfrew depuis l'ouest, pour une distance de 22 kilomètres, est jugée plus facile,. Peu prisée, son ascension est au programme du marathon des Three Sisters. L'ascension par l'arête sud-est présente une distance de 24 kilomètres et un dénivelé de 1 550 mètres.
L'ascension de North Sister est, en raison de l'importante érosion et de l'instabilité de la roche, la plus périlleuse des trois sommets et peut-être de toutes les Cascades en tenant compte des voies normales. Plusieurs accidents mortels s'y sont déroulés et certains passages ont pris le nom de Piste de bowling ou de Terrible traversée. C'est pourquoi il est préférable de réaliser l'ascension lorsque les sols sont gelés voire enneigés, bien qu'elle réclame dans ce cas une maîtrise des techniques d'alpinisme. La voie normale passe par le col séparant le sommet de celui de Middle Sister, pour une distance de 22 kilomètres et 1 200 mètres de dénivelé. Les arêtes sud-est et nord-ouest peuvent également être gravies et présentent toutes deux une longueur de 19 kilomètres et un dénivelé de 1 300 mètres. L'arête sud-ouest est praticable via le glacier Collier en ski de randonnée, pour une distance de 24 kilomètres et 1 450 mètres de dénivelé.

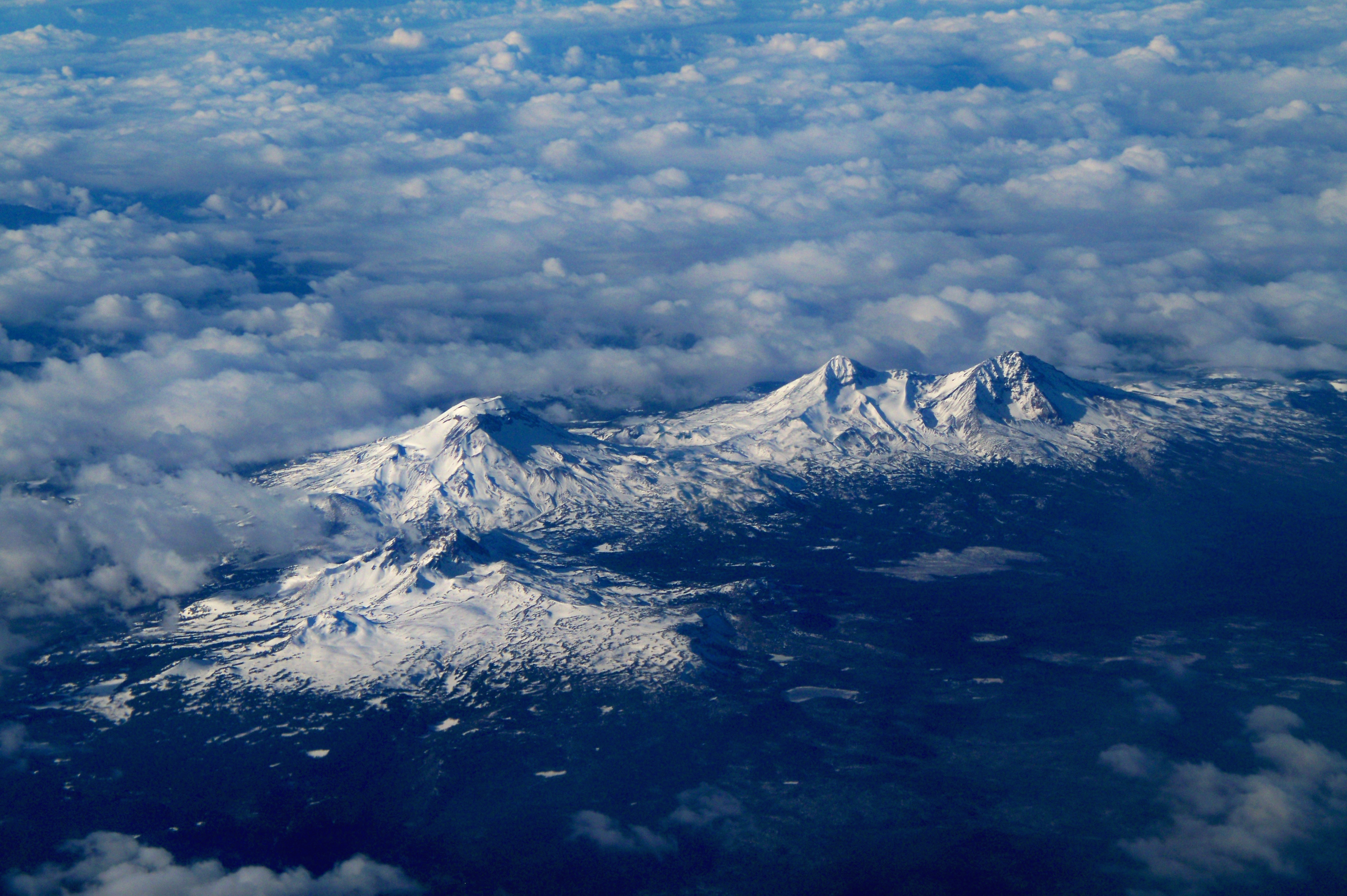
Vue aérienne des Three Sisters avec le Broken Top (en bas à gauche) depuis l'est.

Le marathon des Three Sisters est une épreuve sportive de 26 kilomètres de long dont l'objectif est d'enchaîner en moins de 24 heures les trois sommets généralement du nord au sud. Une variante ajoute le Broken Top et le mont Bachelor au programme. La montée vers – ou la descente depuis – North Sister se fait par le Pole Creek à l'est ou l'Obsidian Creek à l'ouest, tandis que pour South Sister il faut passer par les Green Lakes ou Devils Lake, auxquelles s'ajoute un dénivelé positif cumulé de plus de 1 200 mètres entre chacun des trois sommets.

### Protection environnementale

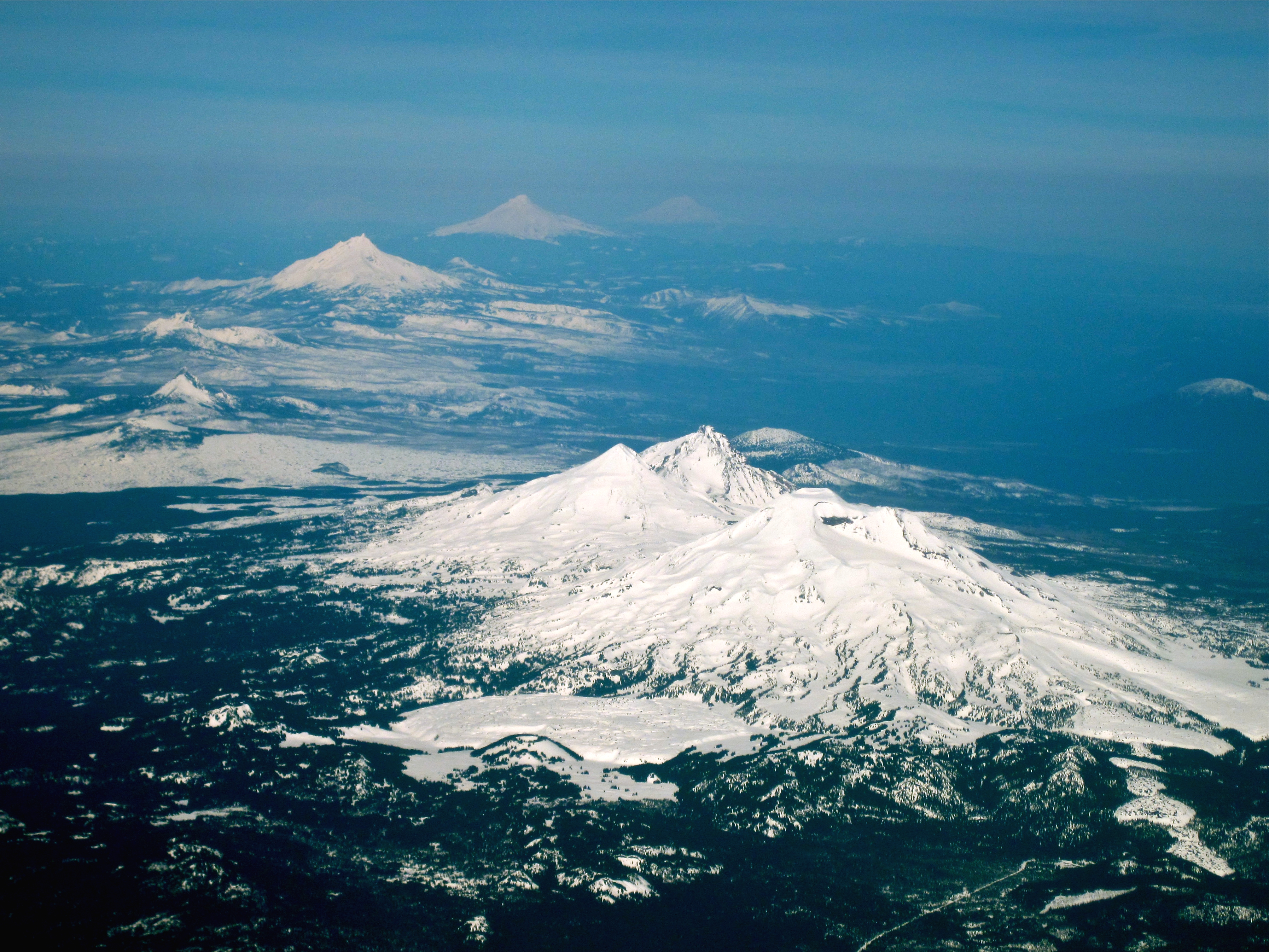
Vue aérienne depuis le sud avec les Three Sisters (au premier plan), le cratère Belknap, le mont Washington et le Three Fingered Jack (à gauche), puis le mont Jefferson, le mont Hood et le mont Adams (arrière-plan).

Les Three Sisters sont protégées depuis 1964 au sein de la réserve intégrale Three Sisters (en anglais : Three Sisters Wilderness) dont la superficie a progressivement été portée à 1 154 km2, ce qui en fait la deuxième plus vaste de l'Oregon. Elle s'échelonne depuis 560 mètres d'altitude jusqu'à la cime de South Sister à 3 157 mètres d'altitude. Qui plus est, elle dispose d'une continuité écologique avec la réserve intégrale du Mont Washington au nord et la réserve intégrale Waldo Lake au sud. La réserve a pour but de garantir un air et une eau purs, ainsi qu'un habitat préservé pour les plantes et les animaux rares et menacés. Elle autorise la pratique de la randonnée pédestre, du trekking, de l'escalade, du canoë-kayak, du rafting, de la randonnée équestre, de l'observation ornithologique ou encore de l'astronomie amateur mais interdit généralement tout type de véhicule à moteur et les groupes de plus de douze personnes. La réserve est gérée conjointement pour deux tiers par la forêt nationale de Willamette, dans sa partie occidentale appartenant au comté de Lane, qui a été créée en 1933 et couvre 6 790 km2, et pour un tiers par la forêt nationale de Deschutes, dans sa partie orientale appartenant au comté de Deschutes, qui a été créée en 1908 et couvre 6 462 km2.

### Évaluation et prévention des risques

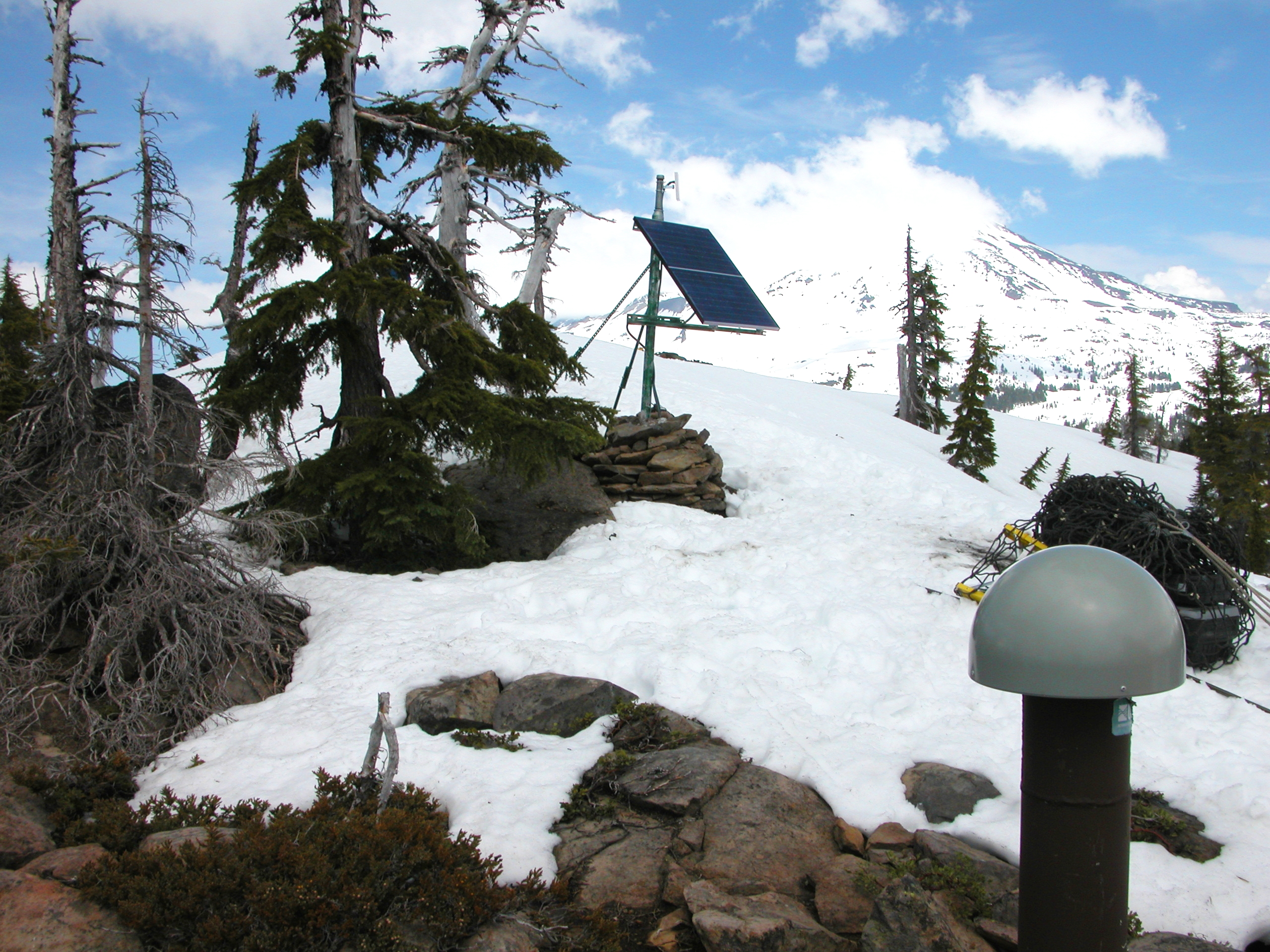
Vue d'un des récepteurs GPS à The Husband avec le versant sud-ouest de Middle Sister en arrière-plan.

À l'occasion du renflement survenu essentiellement entre 1996 et 2007, initialement détecté à l'aide d'un satellite de télédétection par interférométrie,, les moyens de surveillance sont renforcés dans la région des Three Sisters. En effet, si la recharge en magma peut faire craindre un réveil du volcan, une éruption serait précédée d'un panel d'autres précurseurs parmi lesquels des séismes isolés, des essaims de secousses mineures provoquées par fracturation de la roche lors de la remontée de magma et d'importantes émissions de gaz volcaniques,. Afin de les détecter, l'United States Geological Survey et le Pacific Northwest Seismic Network basé aux universités de Washington et d'Oregon décide de densifier son réseau de sismographes et de balises géodésiques, d'installer deux récepteurs GPS, d'analyser régulièrement la composition chimique et la température de l'eau et, enfin, de réaliser des mesures périodiques de la teneur en gaz carbonique de l'air par hélicoptère et par échantillonnage au sol,,.
Selon la géodésienne Susan Riddick, de l'université d'Oregon, si une éruption était survenue ou était encore à venir conséquemment à ce renflement, elle proviendrait en raison de l'éloignement de la zone d'un nouveau cône volcanique de petites dimensions et aurait probablement une faible intensité. Grâce à l'isolement de la région, le risque encouru par la population environnante est limité.

## Culture populaire
En 1925, Edwin T. Hodge publie une étude reposant sur ses travaux mais aussi en partie sur une légende amérindienne des tribus confédérées de Warm Springs selon laquelle le mont Multnomah serait l'ancêtre des Three Sisters, de The Husband et du Little Brother,. Ce volcan hypothétique aurait occupé la région, au centre de l'Oregon, du haut de ses 16 000 pieds, soit 4 900 mètres, ce qui en aurait fait le point culminant de la chaîne des Cascades. Il aurait explosé et se serait effondré sur lui-même dans un processus similaire au mont Mazama :

« Klah Klahnee, les Three Sisters, était autrefois la plus grosse et plus haute montagne de toutes ; elle pouvait être aperçue depuis des kilomètres. Une fois, la terre se mit mise à trembler pendant des jours et la montagne se mit à bouillir de l'intérieur. Elle déborda et des roches chaudes sortirent par le sommet de celle-ci. Des flammes et de la fumée s'élevèrent dans les airs. Des pierres rouges surchauffées furent expulsées dans toutes les directions. De nombreux villages et de nombreux Indiens furent ensevelis par les rochers. Quand la montagne retrouva son calme, la plus grande partie avait disparu. Seules trois pointes demeuraient. »

Toutefois, Hodge date l'éruption par la méthode potassium-argon à 25 à 27 millions d'années. Il apparaît que sa théorie ne colle pas à la légende du fait que l'éruption précède largement le peuplement humain de l'Amérique (quelques dizaines de milliers d'années) et même l'apparition du genre Homo (environ 2 millions d'années). En 1948, le volcanologue Howel Williams démontre que chacun des édifices est un volcan à part entière.
Selon une autre légende amérindienne, Pah-to, le mont Adams, était l'une des cinq femmes du Soleil. Elle décapita par jalousie Wahkshum et Plash-Plash, respectivement Simcoe Mountain et les Goat Rocks, situés plus à l'est et à qui parlait d'abord le Soleil chaque matin. Désormais fière et forte de sa hauteur mais non satisfaite, elle se dirigea vers le sud et franchit la gorge du Columbia. Elle prit tous les animaux et toutes les plantes des montagnes qu'elle rencontrait. Aucune sanction n'était prise et aucune montagne n'osait s'élever face à Pahto, jusqu'à ce que Klah Klahnee leur ouvre les yeux sur sa cupidité. Elles se rendirent au nord pour convaincre Wy'east, le mont Hood, d'intervenir selon ces mots : « Pourquoi ne détruis-tu pas Pahto ? Pourquoi la laisses-tu prendre le meilleur de toi ? Tu es grand et fort. Un jour, il y aura des gens sur Terre. Quand ils découvriront que nous avons laissé Pahto nous détruire et nous voler, ils se moqueront de nous. » Wy'east accepta d'abord de parlementer avec Pahto mais, face à son avidité, ils se battirent et Wy'east la frappa sur son versant oriental et la décapita à son tour, formant un amoncellement de rochers sur son versant septentrional. Il rendit en grande partie aux autres montagnes ce qui leur avait été pris,.

Vue du mont Bachelor et des Three Sisters depuis le pic Paulina au sud-est.